# UFA-Revue
Die UFA-Revue ist eine seit 1958 bestehende landwirtschaftliche Fachzeitschrift in der Schweiz. Mit einer WEMF-beglaubigten Auflage von 59'196 (Vj. 59'269) verkauften bzw. 59'674 (Vj. 59'905) verbreiteten Exemplaren in deutscher und 11'885 (Vj. 12'019) verkauften bzw. 12'711 (Vj. 12'880) verbreiteten Exemplaren in französischer Sprache ist sie das grösste Schweizer Agrarmagazin. Die UFA-Revue erscheint in Winterthur und wird von der fenaco-Genossenschaft herausgegeben, der Titel bezieht sich auf das zur fenaco-Gruppe gehörende Futtermittelunternehmen UFA AG. Die Zeitschrift erscheint elfmal im Jahr. Gedruckt wird sie in Oetwil am See bei der PMC Print Media Corporation, einem Tochterunternehmen der WRH Walter Reist Holding. 1985 bis 1997 war Markus Rediger Chefredaktor, welcher im Anschluss als Geschäftsführer beim Landwirtschaftlichen Informationsdienst begann. Seit 2015 ist Markus Röösli Chefredaktor.